# 奧萊克辛齊 (特諾皮爾州)
48°48′16″N 25°50′13″E / 48.80444°N 25.83694°E
奧萊克辛齊（羅馬化：Oleksyntsi）是位於烏克蘭西部特諾皮爾州喬爾特基夫區的村莊，面積3.58平方公里，海拔高度188米，2001年人口1,073，人口密度每平方公里299.5人。